# Adam Bakri
Adam Bakri (Jaffa, 15 de mayo de 1988) es un actor israelí de origen palestino, conocido principalmente por protagonizar la película Omar de Hany Abu-Assad, que fue nominada a los 86.º Premios Óscar en la categoría de Mejor película de habla no inglesa.
Adam Bakri nació en Jaffa en 1989 y pertenece a una familia con una gran relación con el mundo del cine; es hijo de Mohammad Bakri y hermano de Saleh Bakri y Ziad Bakri. Obtuvo una doble licenciatura en Literatura Inglesa y Teatro por la Universidad de Tel Aviv, alternando estudios con un trabajo de camarero, y continuó con su aprendizaje durante dos años en el Instituto de Teatro y Cine Lee Strasberg, de Nueva York. Poco después de su graduación en dicho instituto consiguió su papel en el thriller de Hany Abu-Assad Omar.
En 2014, se anunció que Adam Bakri sería el protagonista de la adaptación de Asif Kapadia de la novela Ali y Nino. En 2016 fue uno de los cuatro actores protagonistas de la película 100 calles, junto con Idris Elba. En 2017 interpretó el papel protagonista en una película del director indio afincado en Australia Partho Sen-Gupta, titulada Slam. Dos años después formó parte del reparto de la película Secretos de Estado, dirigida por Gavin Hood. Interpretó el papel protagonista de la serie futurista Hell's Gate en 2021, y al año siguiente formó parte del reparto principal de Un fin de semana en Gaza. En 2023 apareció en la serie estadounidense Accused.

## Filmografía
- Accused (2023)[10]
- Un fin de semana en Gaza (2022)[10]
- Hell's Gate (2021)[10]
- Amsterdam to Anatolia (2019, cortometraje)[10]
- Secretos de Estado (2019)[10]
- Slam (2018)[10]
- 100 Calles (2016).[8]
- Ali y Nino (2016)[10]
- A little bit of bad (2014, cortometraje)[10]
- Omar (2013) - nominado al Premio Asia Pacífico a la Mejor Interrpretación Masculina[11]
- Unfold (2012, cortometraje).